# Фиџи на Летњим олимпијским играма 2008.
Фиџи је на Олимпијским играма у Пекингу 2008. учествовао дванаести пут као самостална земља.
Фиџи је представљало шесторо спортиста (4 мушкарца и 2 жене) у пет појединачних спортова. Најбољи пласман је остварио Глен Кабле освојивши 13. место у стрељаштву.
Фиџијски олимпијски тим је остао у групи екипа које нису освојиле ниједну медаљу.
Заставу Фиџија на свечаном отварању Олимпијских игара 2008. носила је атлетичарка Макелеси Батимала.

## Учесници по дисциплинама
| Спорт         | Мушкарци | Жене | Укупно |
| ------------- | -------- | ---- | ------ |
| Атлетика      | 1        | 1    | 2      |
| Дизање тегова | 1        | 0    | 1      |
| Пливање       | 1        | 0    | 1      |
| Стрељаштво    | 1        | 0    | 1      |
| Џудо          | 0        | 1    | 1      |
| Укупно(5)     | 4        | 2    | 6      |

## Атлетика

### Мушкарци
| Атлетичар Лични рекорд | Дисциплина | Група    | Група  | Полуфинале       | Полуфинале       | Финале           | Финале  | Детаљи |
| Атлетичар Лични рекорд | Дисциплина | Резултат | Место  | Резултат         | Место            | Резултат         | Место   | Детаљи |
| ---------------------- | ---------- | -------- | ------ | ---------------- | ---------------- | ---------------- | ------- | ------ |
| Нико Верекаута 46,22   | 400 м      | 46,32 РС | 4 гр 3 | Није се пласирао | Није се пласирао | Није се пласирао | 40 / 56 |        |

### Жене
| Атлетичарка Лични рекорд | Дисциплина | Група    | Група  | Полуфинале        | Полуфинале        | Финале            | Финале  | Детаљи |
| Атлетичарка Лични рекорд | Дисциплина | Резултат | Место  | Резултат          | Место             | Резултат          | Место   | Детаљи |
| ------------------------ | ---------- | -------- | ------ | ----------------- | ----------------- | ----------------- | ------- | ------ |
| Макелеси Батимала 51,89  | 400 м      | 52,24 РС | 5 гр 2 | Није се пласирала | Није се пласирала | Није се пласирала | 24 / 50 |        |

## Дизање тегова

### Мушкарци
| Такмичар     | Дисциплина | Трзај    | Трзај   | Избачај  | Избачај | Укупно | Пласман | Детаљи |
| Такмичар     | Дисциплина | Резултат | Пласман | Резултат | Пласман | Укупно | Пласман | Детаљи |
| ------------ | ---------- | -------- | ------- | -------- | ------- | ------ | ------- | ------ |
| Џозефа Вуети | - 77 кг    | 124      | 26      | 155      | 23      | 279    | 23 / 28 |        |

## Пливање

### Мушкарци
| Пливач       | Дисциплина     | Група | Група   | Полуфинале       | Полуфинале       | Финале           | Финале           | Детаљи |
| Пливач       | Дисциплина     | Време | Пласман | Време            | Пласман          | Време            | Пласман          | Детаљи |
| ------------ | -------------- | ----- | ------- | ---------------- | ---------------- | ---------------- | ---------------- | ------ |
| Карл Проберт | 100 м слободно | 52,37 | 58/63   | Није се пласирао | Није се пласирао | Није се пласирао | Није се пласирао |        |

## Стрељаштво

### Мушкарци
| Стрелац    | Дисциплина | Квалификације | Квалификације | Финале           | Финале           | Пласман | Детаљи |
| Стрелац    | Дисциплина | Резултат      | Пласман       | Резултат         | Укупно           | Пласман | Детаљи |
| ---------- | ---------- | ------------- | ------------- | ---------------- | ---------------- | ------- | ------ |
| Глен Кабле | трап       | 115           | 13            | Није се пласирао | Није се пласирао | 13 / 35 |        |

## Џудо

### Жене
| Џудиста         | Дисциплина | Коло 32                        | Коло 16            | Четвртфинале       | Полуфинале         | Прво коло репесажа                   | Четвртфинале репесажа | Полуфинале репесажа | Финале             | Финале            | Пласман    | Детаљи |
| Џудиста         | Дисциплина | Противник Резултат             | Противник Резултат | Противник Резултат | Противник Резултат | Противник Резултат                   | Противник Резултат    | Противник Резултат  | Противник Резултат | Место             | Пласман    | Детаљи |
| --------------- | ---------- | ------------------------------ | ------------------ | ------------------ | ------------------ | ------------------------------------ | --------------------- | ------------------- | ------------------ | ----------------- | ---------- | ------ |
| Сисилија Насига | -70 кг     | Едит Бош (ХОЛ) пораз 1000:0000 | Није се пласирала  | Није се пласирала  | Није се пласирала  | Рашида Уердане (АЛЖ) пораз 1001:0000 | Није се пласирала     | Није се пласирала   | Није се пласирала  | Није се пласирала | 13-14 / 22 |        |